# Marie Stopes
Marie Charlotte Carmichael Stopes (Edimburgo, 15 ottobre 1880 – Dorking, 2 ottobre 1958) è stata una paleontologa, saggista e paleobotanica britannica; promotrice dell'eugenetica e dei diritti delle donne, contribuì significativamente alla classificazione paleontologica e fu la prima accademica di facoltà dell'Università di Manchester.
Assieme al suo secondo marito, il filantropo Humphrey Verdon Roe, fondò la prima clinica per la contraccezione femminile in Gran Bretagna. Fu redattrice del newsletter intitolato Birth Control News, che fornì espliciti consigli pratici sul controllo delle nascite; il suo manuale sessuale Married Love del 1918 risultò controverso ed influente e promosse il tema della contraccezione scatenando un ampio dibattito pubblico. Si oppose però all'aborto, sostenendo che solo la prevenzione eugenetica fosse necessaria.

## Giovinezza e formazione
Marie nacque ad Edimburgo. Il padre Henry Stopes fu un ingegnere, architetto e produttore di birra originario di Colchester; mentre sua madre Charlotte Carmichael fu una studiosa di William Shakespeare e un'attiva militante del femminismo nel Regno Unito. Presto la famiglia si trasferì a Londra dopo aver acquistato una casa al "28 Cintra Park" anel quartiere di Upper Norwood.
Entrambi i genitori rimasero sempre coinvolti attivamente nell'Associazione britannica per l'avanzamento della scienza, là ove si erano conosciuti. Marie venne condotta spesso alle riunioni e qui poté incontrare i più famosi ricercatori del tempo; educata inizialmente in forma privata, dal 1892 al 1894 frequentò l'istituto femminile "St George's School". Venne in seguito iscritta alla "North London Collegiate School", dove ebbe come insegnante Sophie Bryant che ebbe grande influenza sulla sua visione della chimica, e dove strinse amicizia con Olga Fröbe-Kapteyn.
Studentessa dell'University College di Londra, studiò botanica e geologia e si laureò nel 1902, dopo soli due anni, assistendo a lezioni sia diurne che serali. Conseguì il dottorato in scienza, diventando così la persona più giovane della Gran Bretagna ad averlo mai conseguito. Nel 1902 pubblicò uno studio sulla varietà botanica del fiume Ebbsfleet, da poco prosciugato.
Dopo aver effettuato ricerche innovative sulle piante del periodo Carbonifero presso i Kew Gardens studiò la riproduzione delle Cycadophyta all'Università Ludwig Maximilian di Monaco ricevendo un secondo dottorato, questa volta in botanica, nel 1904; fu una delle prime donne ad essere eletta alla Linnean Society of London. Dal 1904 al 1910 insegnò paleobotanica all'università di Manchester, divenendone la prima professoressa, ed ebbe il ruolo di Lettorato all'University College londinese fino al 1920.

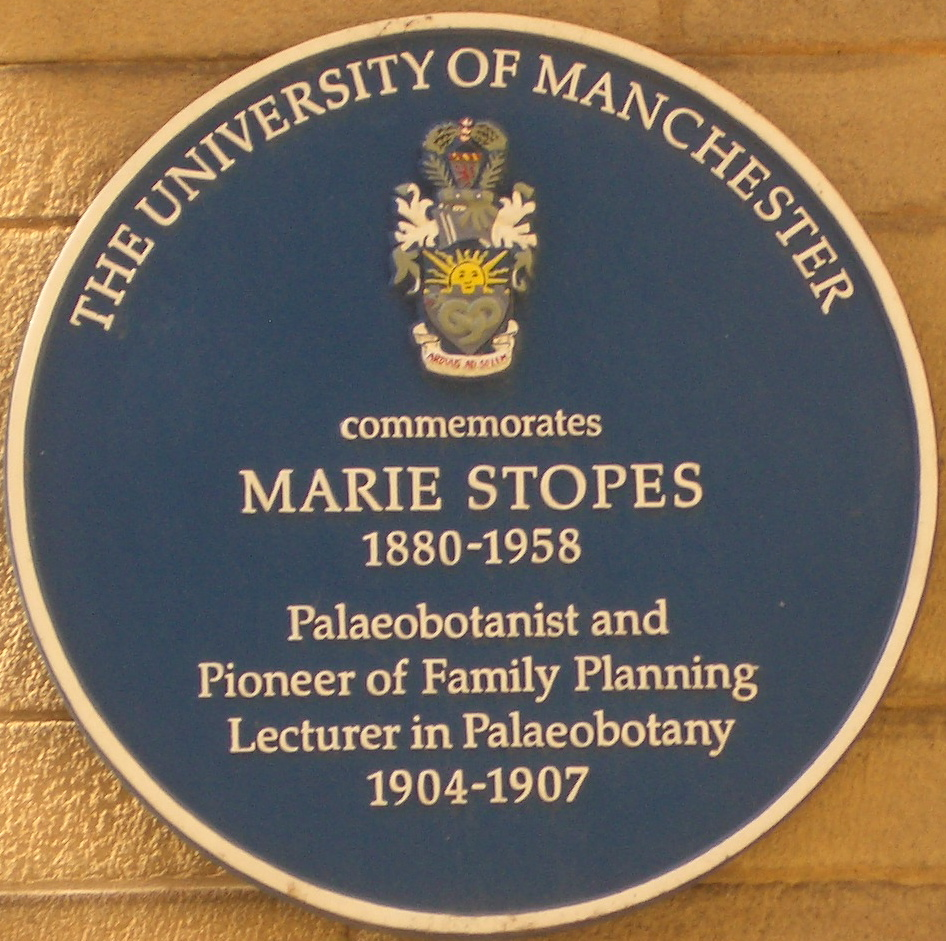
Targa blu per commemorare Marie Stopes presso l'Università di Manchester.

## Ricerche scientifiche
Durante il suo tempo trascorso a Manchester studiò i carbonati e gli Glossopteris in un tentativo di dimostrare la teoria di Eduard Suess sull'esistenza dei continenti primordiali di Gondwana e Pangea; l'incontro con l'esploratore antartico Robert Falcon Scott durante una delle sue conferenze per raccogliere fondi nel 1904 gli fece intravedere la possibilità di comprovarla.
La passione di Marie la condusse a discutere con lui dell'opportunità di unirsi alla sua prossima spedizione; anche se non glielo concesse, Scott promise però di portarle dei campioni di fossile. Egli morì nel corso della Spedizione Terra Nova, ma i fossili delle piante provenienti dalle "montagne delle Regina Maud", situate nei pressi del luogo ove vennero rinvenuti i compagni di Scott ne fornirono la testimonianza necessaria.
Nel 1907 si recò in Giappone per una missione scientifica. Trascorse 18 mesi all'Università imperiale di Tokyo, esplorando le miniere di carbone dell'Hokkaidō con l'intento di rintracciare piante fossili; pubblicò le sue esperienze giapponesi in forma di diario nel 1910 dandogli il titolo di Journal from Japan: a daily record of life as seen by a scientist.
Sempre nel 1910 la "Commissione geologica canadese" commissionò a Marie l'incarico di determinare l'età del "Fern Ledges", una struttura geologica situata nei dintorni di Saint John (Canada); essa era una formazione parte del Pennsylvaniano. Gli studiosi erano comunque ancora divisi sulla sua datazione e Marie giunse poco prima di Natale per avviare la sua ricerca; il 29 dicembre incontrò il genetista Reginald Ruggles Gates a St. Louis; si fidanzarono due giorni dopo.
Iniziando il proprio lavoro nel febbraio del 1911 eseguì rilievi geologici sul campo, cercandone collezioni nei musei per spedirne degli esemplari oltreoceano per ulteriori indagini. La coppia si sposò a marzo e fece ritorno in Inghilterra il 1º aprile. Marie continuò la sua ricerca e a metà del 1912 consegnò i risultati; il governo canadese li fece pubblicare nel 1914. Alla fine di quello stesso anno il matrimonio venne di fatto annullato con sentenza di divorzio.
Nel corso della prima guerra mondiale Marie rimase impegnata con gli studi sul carbone richiestigli dal governo britannico, lavoro che culminò con la Monograph on the constitution of coal nel 1918. Il successo ottenuto con la sua opera sulle questioni matrimoniali (Married Love) e la contraccezione di quello stesso anno la portò però a ridurre il proprio impegno scolastico, anche se le sue ultime pubblicazioni scientifiche risalgano al 1935. Secondo W. G. Chaloner (2005) "tra il 1903 e il 1935 ha pubblicato una serie di studi paleobotanici che la collocavano tra i principali esperti britannici del suo tempo".
Marie diede anche importanti contributi alla conoscenza delle Magnoliophyta primordiali, della formazione delle "palle di carbone" e della natura dei macerali carboniferi. Lo schema di classificazione e la terminologia da lei elaborata continuano ad essere in uso ancora ai giorni nostri. Scrisse anche un libro di diulgazione scientifica intitolato Ancient Plants (1910), definito uno sforzo pionieristico coronato da successo di introdurre il soggetto della paleobotanica ai non addetti ai lavori.

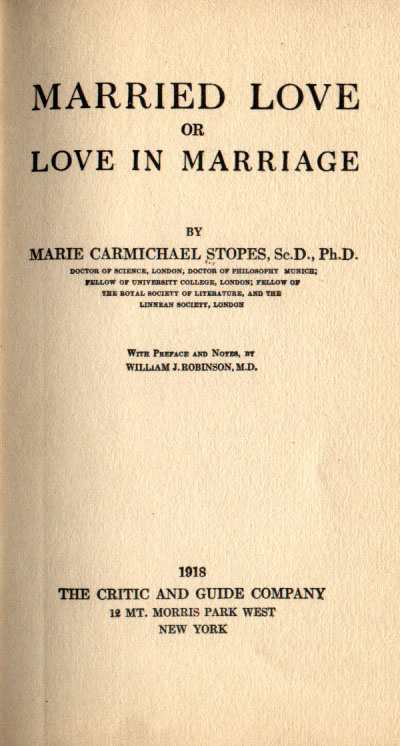
Copertina del bestseller Married Love.

## Married Love
Nel 1913, all'epoca della sua infelice esperienza matrimoniale, cominciò a scrivere un libro sul modo in cui pensava che il matrimonio dovesse funzionare. Nel 1915 conobbe Margaret Sanger dopo che questa parlò della contraccezione alla Society affiliata al fabianesimo; Marie gli mostrò i propri scritti e chiese consigli su un capitolo da dedicare al controllo delle nascite. Offerto il testo alla casa editrice "Blackie and Son" se lo vide rifiutare; anche altri editori lo respinsero in quanto pensarono che fosse troppo polemico.
Quando Binnie Dunlop, segretario della League facente capo al malthusianesimo, presentò il testo a Humphrey Verdon Roe nel 1917 questi si adoperò per farlo pubblicare a proprie spese da "Fifield & Co." Il libro, ucito il 26 marzo 1918, risultò essere un immediato successo ed ebbe ben cinque riedizione entro quello stesso anno; questo fatto contribuì anche a far conoscere Marie a livello nazionale.
Marie cominciò a frequentare Humphrey Roe, tornato con una caviglia rotta dal fronte occidentale dopo che il suo aereo si schiantò; entro due mesi si sposarono. Le ottime vendite incoraggiarono Marie a prepararne un seguito intitolato Wise Parenthood: a Book for Married People, un manuale sulla contraccezione il quale venne pubblicato alla fine del 1918. Molte lettrici le scrissero per chiederle dei consigli personali ed ella si sforzò di aiutarle.
Nel 1919 fece stampare A Letter to Working Mothers on how to have healthy children and avoid weakening pregnancies, una versione condensata dei suoi due testi precedenti rivolta alla classe operaia; un opuscolo di 16 pagine che venne distribuito gratuitamente. Il suo pubblico fino a quel momento era appartenente solo al ceto medio e Marie stessa aveva sempre dimostrato poco o nessun interesse nei confronti del proletariato; A Letter ebbe lo scopo di rimediare al suo pregiudizio.
Il 16 luglio dl 1919 entrò in una clinica di ostetricia, la sua gravidanza le aveva difatti causato dei problemi. Vi fu una Morte endouterina fetale; Marie furibonda accusò i medici di averle ucciso il figlio.

## A New Gospel
Quando recuperò sufficientemente le forze tornò immediatente al lavoro. Si impegnò in una serie di conferenze pubbliche e rispose alle lettere assidue che cercavano consigli sul matrimonio, la sessualità e il controllo delle nascite. Inviò la collaboratrice E. B. Mayne a distribuire la sua "Lettera" alle madri lavoratrici nelle baraccopoli di periferia; Mayne riuscì ad avvicinare una ventina di famiglie al giorno ma dopo alcuni mesi concluse sfiduciata per colpa dell'accoglienza diffidente ricevuta.
Questo parziale insuccesso fece pensare a Marie un approccio differente. Doveva tenersi il "General Synod of the Church of England"; poco prima ebbe un'ispirazione e fece dettare alla sua segretaria un messaggio rivolto ai vescovi dell'anglicanesimo il quale iniziava con queste parole: "Signori, vi parlo in nome di Dio. Voi siete i suoi sacerdoti, io sono il suo profeta, vi parlo dei misteri dell'uomo e Donna".
Nel 1922 scrisse A New Gospel to All Peoples, ma il clero non si dimostrò ricettivo; tra le risoluzioni espresse vi furono quelle relative all'educazione sessuale, alla letteratura erotica e alla libera vendita degli anticoncezionali. La reazione della Chiesa cattolica fu stridente, il che segnò l'inizio di un conflitto che si mantenne aperto per il resto della sua vita.

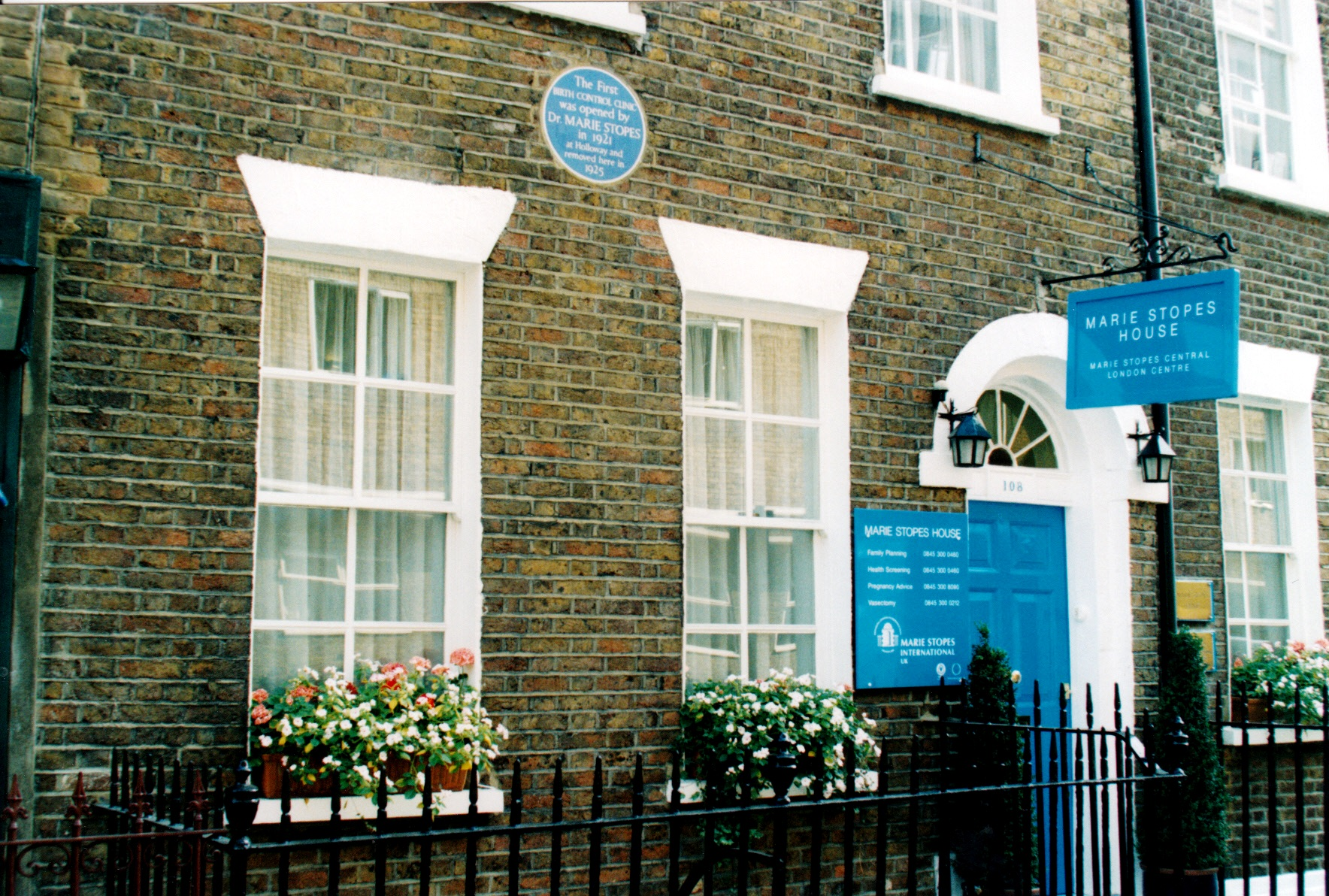
"Marie Stopes House" in Whitfield Street vicino a Tottenham Court Road è stata la prima clinica di pianificazione familiare in Gran Bretagna dopo essersi trasferita dalla sua posizione iniziale a Holloway nel 1925.

## Pianificazione familiare
Nel 1917, prima d'incontrare Marie, Humphrey Roe si offrì di dotare una clinica per il controllo delle nascite da affiancare al "St Mary's Hospital" di Manchester; assicurò che tutti i pazienti avrebbero dovuto essere sposati e che non si sarebbe eseguito alcun aborto, ma nonostante ciò la sua offerta venne rifiutata. Dopo il loro matrimonio Marie e Humphrey progettarono di aprire una clinica rivolta alle madri londinesi colpite dalla povertà.
Margaret Sanger, un'altra pioniera della contraccezione, riuscì ad aprire una clinica a New York; poco dopo la polizia la fece chiudere. Nel 1920 Margaret propose di aprire una clinica a Londra (ma il suo piano non si poté realizzare); questa proposta però incoraggiò Marie e Humphrey ad agire in modo più costruttivo. Marie si dimise dall'University College alla fine del 1920 per concentrarsi sul progetto di apertura di una clinica; fondò la "Society for Constructive Birth Control and Racial Progress", un'organizzazione di supporto.

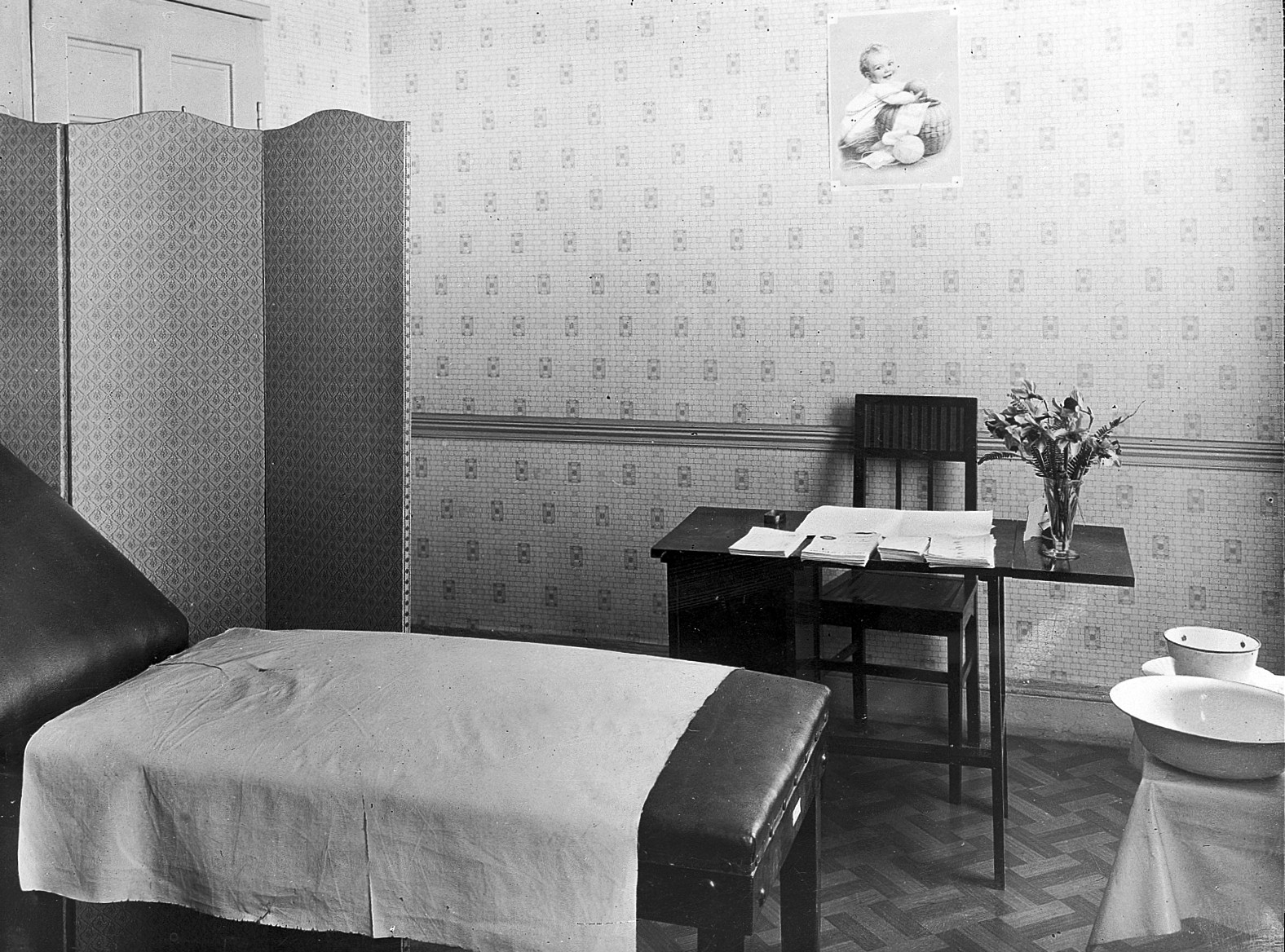
L'interno di una stanza della clinica londinese.

Marie spiegò che lo scopo della società avrebbe dovuto essere quello "di contrastare il male consolidato che è cresciuto in molti anni di riduzione del tasso di natalità solo da parte dei benestanti, dei saggi e dei membri generalmente maggiormente sani della nostra comunità e nel contempo della riproduzione sconsiderata delle estremità più povere della società, dei deficienti e degli indeboliti, che aumentano proporzionalmente a causa del rallentamento della natalità dell'altra estremità della scala sociale. Le statistiche mostrano che ogni anno il tasso di natalità dei peggiori aumenta proporzionalmente al calo di natalità dei migliori, ed è stato il motivo di cercare di rimediare a questo grave pericolo sociale a farmi intraprendere questo lavoro"".
Il 17 marzo del 1921 Marie e Humphrey aprirono la "Mothers' Clinic" al "61 Marlborough Road" a Holloway (Londra); la clinica venne gestita da un corpo femminile di ostetricia supportato da medici provvisori. Essa offrì consigli sulla contraccezione, insegnando alle donne vari metodi per favorire il controllo delle nascite e distribuendo il Cappuccio cervicale, ma ne esentò quelle che considerò essere le rappresentanti migliori della "razza".
La clinica, rigorosamente gratuita, rimase aperta a tutte le donne sposate per informarle della salute riproduttiva. Marie si oppose sempre all'aborto; cercò invece di scoprire alternative familiari e far aumentare le conoscenze relative al controllo delle nascite e all'apparato genitale. Le opzioni inclusero il succitato "Cappuccio cervicale", il metodo usato più popolare, il coito interrotto e lo spermicida basato su sapone e olio..
Marie riscoprì anche l'uso di spugne immerse in olio d'oliva da introdurre nella vagina come metodo anticoncezionale. L'uso dell'olio d'oliva come spermicida è risalente all'epoca greco-romana; la sua ricetta si rilevò anche allora essere assai efficace. Sperimentò molti contraccettivi sulle pazienti delle sue cliniche.
Marie si entusiasmò anche nei confronti di un dispositivo contraccettivo chiamato "Gold Pin", che avrebbe avuto successo negli Stati Uniti d'America. Pochi mesi dopo chiese a Norman Haire, un giovane medico australiano, se fosse stato interessato a condurre uno studio clinico del dispositivo in quanto aveva due corrispondenti che avrebbero desiderato utilizzarlo. Haire lo esaminò ma lo trovò pericoloso; in seguito fece parte del personale di un'altra clinica aperta nel distretto di Walworth, nel novembre del 1921.
Una rivalità tra i due che scoppiò sulle pagine del The Lancet portò Haire a parlare del "Gold Pin", anche se la clinica di Marie non l'aveva in realtà mai utilizzato. La questione del dispositivo a pinza dorata riaffiorò al momento dello scontro con Halliday Sutherland alcuni anni dopo.
Nel 1925 la "Mothers' Clinic" si trasferì in pieno centro londinese, ove rimase fino al 2015. Marie costruì gradualmente una piccola rete di cliniche in tutto il territorio britannico, lavorando per finanziarle. Ne aprì una a Leeds nell'aprile del 1934, ad Aberdeen in ottobre dello stesso anno, a Belfast nell'ottobre del 1936, a Cardiff l'anno seguente ed infine a Swansea nel 1943.

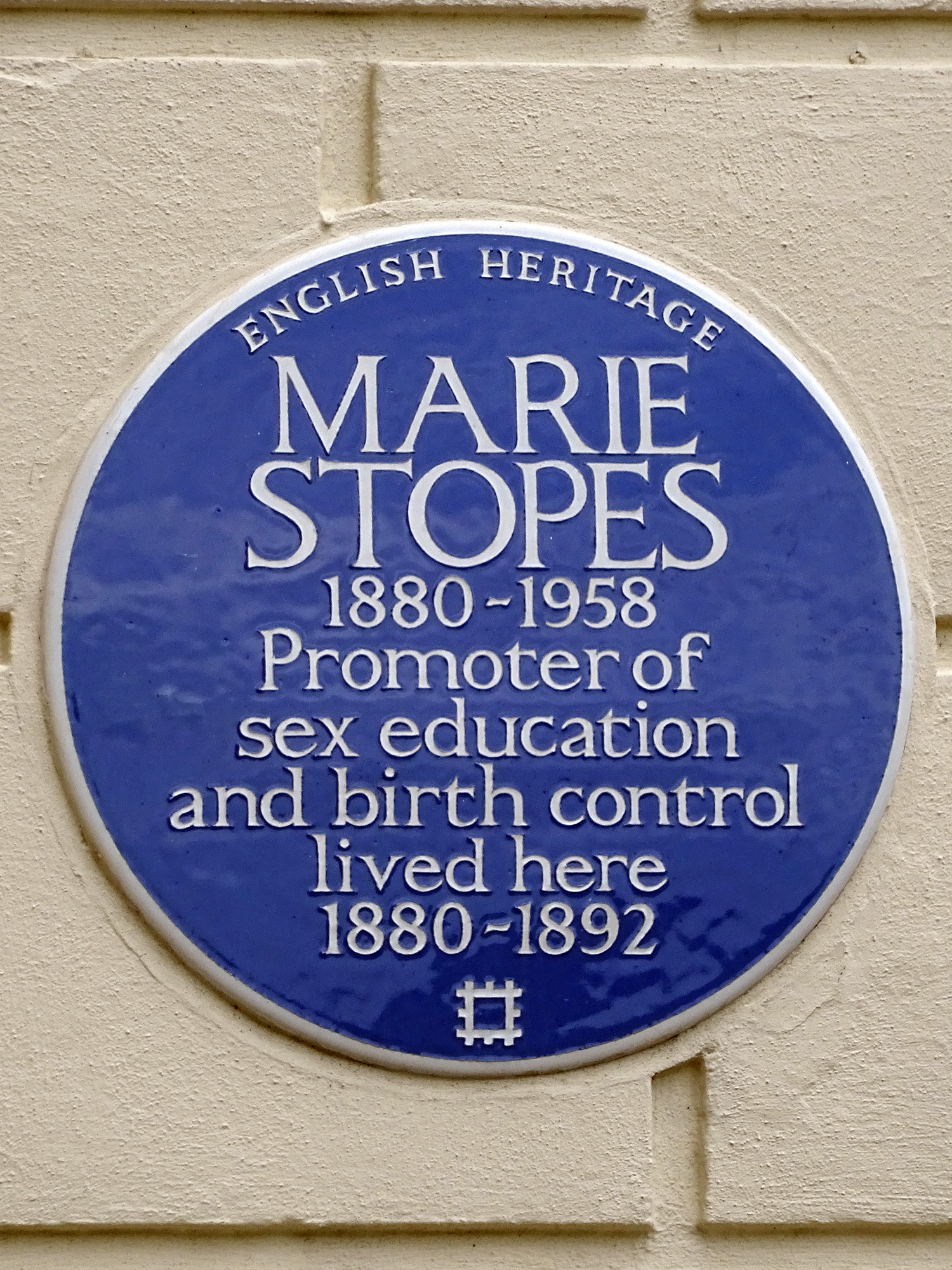
Placca ricordo: la promotrice dell'educazione sessuale e della contraccezione è vissuta qui.

### Marie Stopes International
Le cliniche continuarono ad operare anche dopo la morte di Marie, ma nei primi anni settanta cominciarono a trovarsi in serie difficoltà finanziarie e nel 1975 entrarono in Liquidazione coatta amministrativa. "Marie Stopes International" fu istituito un anno dopo come organizzazione non governativa per lavorare nel campo della salute sessuale e dei diritti riproduttivi. La partnership globale si assunse la responsabilità della clinica principale e nel 1978 iniziò il proprio impegno all'estero, a Nuova Delhi.
Da allora è in fase di crescita costante, fornendo la propria opera di assistenza in oltre 40 paesi, disponendo di 452 cliniche e avendo uffici a Londra, Bruxelles, Melbourne e negli Stati Uniti d'America.

### Opposizione e censura
Nel 1922 il dottor Sutherland scrisse un libro intitolato Birth Control: A Statement of Christian Doctrine Against the Neo Malthusians. Nel periodo interbellico i termini "controllo delle nascite" ed eugenetica furono strettamente correlati. Secondo l'autrice Jane Carey essi erano "così intrecciati da essere praticamente dei sinonimi".
Dopo gli attacchi contro "l'essenziale fallacia dell'insegnamento del neo-malthusianesimo" il libro di Sutherland aggredì Marie; sotto le intestazioni "Specialmente dannoso per i poveri" e "Esposizione dei poveri alle sperimentazioni" si può leggere: "nel bel mezzo di una baraccopoli londinese una donna - medico di filosofia tedesca - ha aperto una clinica di controllo delle nascite, dove le lavoratrici sono istruite in un metodo di contraccezione descritto dal professor McIlroy come il più dannoso di cui abbia mai avuto esperienza. Ricordiamo che milioni vengono spesi dal Ministero della Salute e dalle Autorità Locali nel latte necessario alle madri in attesa, sulle cliniche di maternità per proteggere la salute delle madri prima e dopo il parto, per la fornitura di ostetriche qualificate e sui centri di assistenza infantile; è veramente incredibile che questa campagna mostruosa di controllo delle nascite dovrebbe essere tollerata dal segretario di casa. Charles Bradlaugh è stato condannato alla prigione per un crimine meno grave".
Marie si dichiarò diffamata. Il riferimento al "dottore della filosofia tedesca" aveva cercato di minare la sua credibilità perché non era un medico e, essendo da poco terminata la prima guerra mondiale, cercava di sfruttare il sentimento antitedesco. Il lavoro di Marie venne associato a Charles Bradlaugh,
condannato per oscenità 45 anni prima quando aveva ripubblicato (assieme ad Annie Besant) il testo di un esponente del malthusianesimo statunitense che "avrebbe sostenuto e dato esplicite informazioni sui metodi contraccettivi".
Marie contestò Sutherland invitandolo ad un dibattito pubblico; a seguito della sua mancata risposta presentò un atto di querela contro il libello. La causa iniziò il 21 febbraio del 1923. La giuria sentenziò a favore di Marie, ma il giudice la ignorò e si schierò in favore di Sutherland. Marie fece ricorso in appello.
Il 20 luglio la Corte d'appello invertì la decisione precedente concedendo 100 sterline di risarcimento a Marie, ma la comunità cattolica si mobilitò per sostenere Sutherland - lui stesso cattolico - per un appello finale alla Camera dei Lord il 21 novembre del 1924. La decisione irrevocabile fu a favore di Sutherland. Il costo per Marie risultò essere enorme; ma la pubblicità e le vendite di libri compensarono parzialmente le perdite. Il processo fece del controllo delle nascite un soggetto pubblico e il numero delle clienti che visitarono la clinica raddoppiò in breve tempo.
Marie viene ricordata anche in una canzoncina da cortile divenuta celebre: "Jeanie, Jeanie, full of hopes/ Read a book by Marie Stopes/ But, to judge from her condition/ She must have read the wrong edition".

## Vita letteraria
Marie conobbe ed intrattenne rapporti con molte personalità letterarie di primo piano del suo tempo. Ebbe lunghe corrispondenze con George Bernard Shaw e Aylmer Maude (la traduttrice inglese di Lev Tolstoj) e discusse pubblicamente con H. G. Wells. L'attore e regista Noël Coward scrisse un poemetto su di lei; ella curò anche l'epistolario di Lord Alfred Douglas. Invitò, ma senza successo, Neville Chamberlain a far ottenere e Douglas una pensione civile ("Civil list"): la petizione venne firmata, tra gli altri, da Arthur Quiller-Couch, John Gielgud, Evelyn Waugh e Virginia Woolf.
Alla segretaria generale della "Poetry Society" Muriel Spark capitò di avere una lite con Marie; secondo Mark Bostridge Spark "si trovò a lamentarsi del fatto che la madre di Stopes non fosse stata meglio informata, a suo tempo, sulla contraccezione".
Marie scrisse anche poesie e drammi. Durante la prima guerra mondiale si impegnò in opere sempre più didattiche; il suo primo grande successo letterario fu Our Ostriches, un'opera teatrale che affrontò il tema dell'approccio della società nei confronti delle donne lavoratrici, costrette a "produrre bambini durante tutta la loro vita": rimase in cartellone per tre mesi al Royal Court Theatre, presentato al posto di Vectia, un altro dramma il quale però fu frettolosamente ritirato.
Vectia fu un tentativo autobiografico di analizzare il fallimento del suo primo matrimonio; a causa dei suoi temi (sessualità e impotenza) gli venne negato il passaggio da parte della censura, nonostante i notevoli sforzi compiuti da Marie per farlo rappresentare. Nel 1926 lo stampò sotto il titolo A Banned Play e con una prefazione anti-censura. Nessuna delle sue opere più tarde raggiunse mai il palcoscenico.
Pubblicò diversi volumi di poesia negli anni successivi tra cui Love Songs for Young Lovers (1939, che sarà inviato a Adolf Hitler) e Oriri (1940); secondo le sue stesse parole "l'intreccio nel racconto è una cristallizzazione della maggior parte di ciò che conta fondamentalmente nelle scienze della geologia e della fisiologia, nell'arte dell'amore e nella religione". Ruth Hall suggerisce che la raccolta sia stata scritta quando Marie si innamorò di Keith Briant, un ricercatore dell'università di Oxford notevolmente più giovane di lei.

## Opinioni sull'aborto
Marie rimase sempre fortemente contraria all'interruzione di gravidanza; durante la sua vita le cliniche non offrirono mai aborti. Marie riteneva che il controllo delle nascite fosse l'unica via che le famiglie avrebbero dovuto usare per limitare il numero della loro prole. Gli infermieri presso la clinica dovevano firmare una dichiarazione che non avrebbero "comunicato alcuna informazione o prestata alcuna assistenza a nessuna persona che volesse portare alla distruzione nell'utero dei prodotti del concepimento". Quando Marie apprese che uno degli amici dello scrittore Avro Manhattan aveva procurato un aborto, lo accusò di aver assassinato il bambino non ancora nato.

## Eugenetica
Secondo June Rose Marie fu "un'elitista, un'idealista, interessata a creare una società in cui solo il meglio e la bellezza avrebbero dovuto sopravvivere". L'Eugenetica rimase un punto centrale nella sua visione del controllo delle nascite; il suo entusiasmo per essa era in linea con molti degli intellettuali e delle maggiori figure pubbliche dell'epoca, ad esempio Havelock Ellis, John Maynard Keynes, Cyril Burt e George Bernard Shaw. Da bambina ebbe modo d'incontrare il fondatore del movimento eugenetico, Francis Galton, sia attraverso l'Associazione britannica per l'avanzamento della scienza che socialmente tramite il padre.
Marie partecipò al congresso inaugurale della "Società Eugenetica" nel 1912 e ne divenne membro nel 1921. Nello stesso anno fondò la "Società per il controllo della nascita costruttiva e il progresso razziale" per "promuovere il controllo delle nascite eugenetiche", questo perché "la Società ha rifiutato di mettere in posizione prominente il controllo delle nascite sulla sua piattaforma". La "Mother's Clinic" venne fondata nel 1921 per approfondire gli obiettivi eugenetici; essa dispensò il cosiddetto "cappuccio cervicale Pro-Razza".
Secondo lo storico Richard Soloway "se l'interesse generale di Stopes al controllo delle nascite fosse una conseguenza logica della sua preoccupazione romantica con la sessualità compatibile in un matrimonio beato, i suoi particolari sforzi per fornire il controllo delle nascite per i poveri avevano molto più a che fare con le sue preoccupazioni eugenetiche riguardo all'imminente 'tenebra razziale'. L'adozione della contraccezione era una promessa di illuminazione".
Nel suo libro Radiant Motherhood Marie ha sostenuto che "la sterilizzazione di coloro che sono totalmente inadatti alla genitorialità dev'essere resa immediata, anzi obbligata". Il "non idoneo" comprendeva "gli infermi, i depravati e i deboli di mente". Ella utilizzò la terminologia in conformità al Mental Deficiency Act 1913, che categorizzò le persone con problemi di salute mentale e disabilità come "idioti", "imbecilli", "deficienti morali" e "deboli di mente".
Contribuì con un capitolo al The Control of Parenthood (1920), che comprendeva un manifesto eugenetico, sostenendo una "utopia" da conseguire attraverso la "purificazione razziale": "coloro che sono cresciuti nelle attuali generazioni attive, quelle mature e indurite, con tutte le loro debolezze e difetti, non possono fare molto, anche se possono fare qualcosa con se stessi. Essi possono tuttavia studiare le condizioni in cui sono state create, scoprire dove trovano le principali fonti di difetto e eliminare quelle fonti di difetto dalla generazione successiva in modo da rimuovere da coloro che ancora devono nascere gli oneri inutili che la razza ha prodotto".
Nel capitolo Marie afferma anche che le principali cause di "degenerazione razziale" sono il sovraffollamento e le malattie sessualmente trasmissibili; conclude dichiarando che la coscienza razziale deve essere aumentata affinché "le donne di tutte le classi possano avere il timore e lo spavento della maternità indesiderata rimossi da loro..." inserendovi la descrizione finale di una promessa utopica.
Fece inoltre anche una campagna pubblicitaria per ottenere che le idee eugenetiche venissero adottate da coloro che si trovavano al potere. Nel 1920 inviò una copia di Radiant Motherhood al segretario del primo ministro del Regno Unito David Lloyd George e ne richiamò l'attenzione sul capitolo dedicato all'eugenetica (il XX°). Nel 1922 inviò una dichiarazione ai candidati delle elezioni parlamentari chiedendo di firmarlo, in esso vi si può leggere la deplorazione della crescita smisurata dei malsani a spese dei migliori e più forti: ricevette 150 risposte.
Nel 1935 partecipò al "Congresso Internazionale per la Scienza della Popolazione" a Berlino. Più di una volta fu accusata di antisemitismo da altri pionieri del movimento per il controllo delle nascite. Durante la seconda guerra mondiale ricevette una lettera da parte di amici che aveva invitato a pranzo la quale chiedeva se avessero potuto portare con sé un rifugiato ebreo dalla Germania nazista; Marie rispose che non potevano perché ciò avrebbe offeso gli altri ospiti.
Secondo Ruth Hall Marie scrisse poesie che esprimevano le proprie opinioni anti-prussiane, anti-cattoliche e anti-russe. Nell'agosto del 1939 inviò ad Adolf Hitler una copia del suo libro di poesie Love Songs for Young Lovers con una lettera di accompagnamento: "Caro signor Hitler l'amore è la cosa più grande del mondo: accetta da me queste poesie per permettere ai giovani della tua nazione di leggerle. I giovani devono imparare l'amore dal particolare finché sono saggi per l'universale. Spero anche che tu possa trovare qualcosa di gradito nel libro".
"Cattolici, prussiani/ gli ebrei e i russi/ Tutti sono una maledizione/ o qualcosa di peggio..."
Avrebbe voluto che le sue poesie venissero distribuite attraverso le cliniche di controllo delle nascite tedesche, ma la lettera è stata interpretata come una simpatia per Hitler. Tuttavia, secondo Rose, qualsiasi simpatia che avrebbe potuto avere venne dissipata quando Hitler chiuse le cliniche, mentre il 12 luglio del 1940 scrisse a Winston Churchill per offrirgli lo slogan "Fight the Battle of Britain in Berlin's Air".

## Vita personale

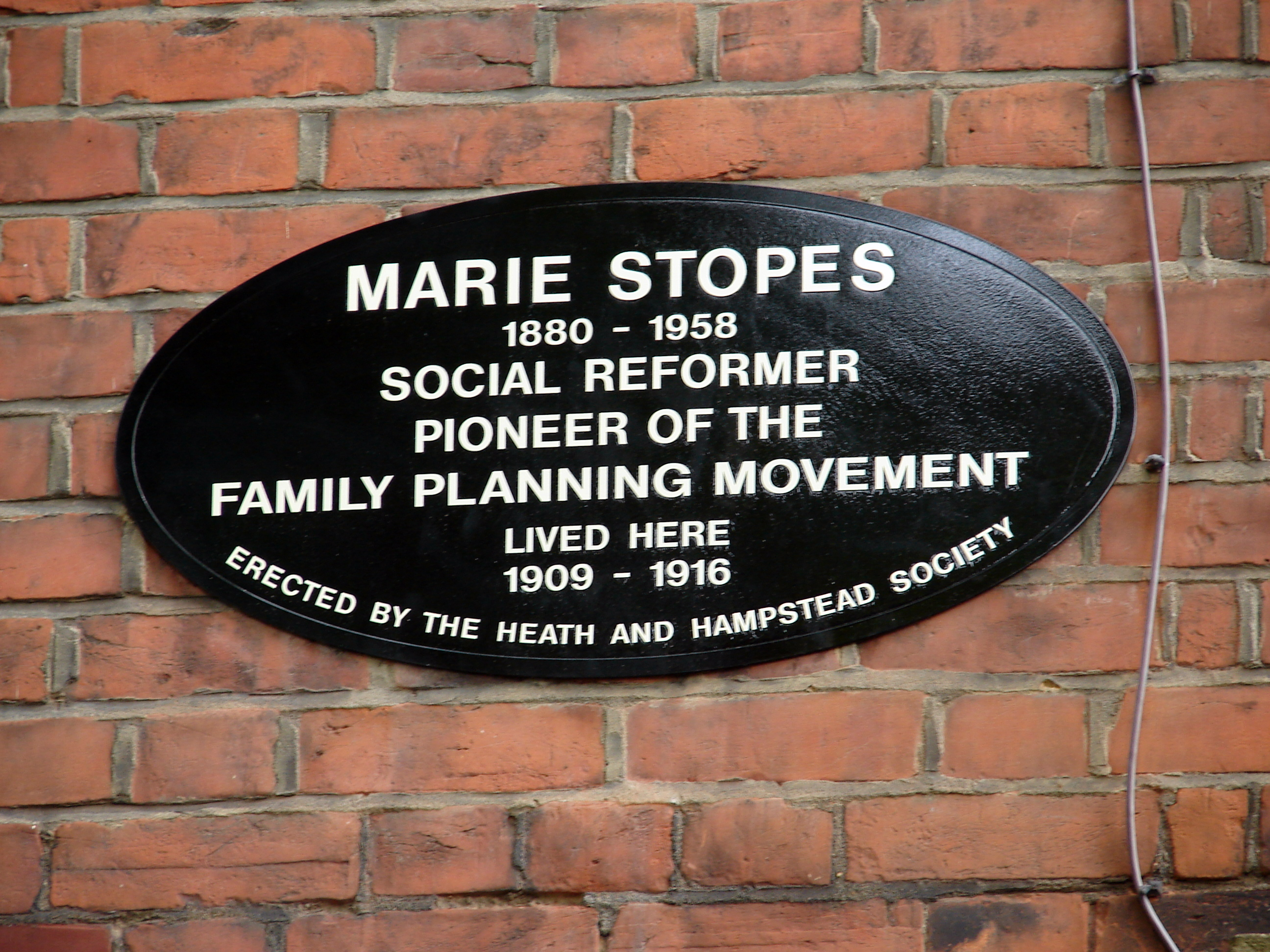
Insegna commemorativa.

Stopes ebbe una relazione sentimentale, soprattutto attraverso la corrispondenza, con il botanico giapponese Kenjiro Fujii, che conobbe all'Università di Monaco nel 1904 mentre stava studiando per il suo dottorato di ricerca. Nel 1907, durante la sua permanenza nel 1904-1910 presso l'Università di Manchester, organizzò personalmente il viaggio in Giappone, permettendole così di stare con Fujii. La relazione finì al suo ritorno in patria.
Nel 1911 si sposò con il genetista canadese Reginald Ruggles Gates, volle però mantenere il proprio nome fin dal principio; lui rimase però disturbato da quello che considerava il suo supporto alle suffragette. Non riuscì ad affermare la sua posizione di capo del nucleo familiare e questo lo frustrò. Dopo un anno lei cercò un consiglio legale sulla fine del matrimonio; non avendo ricevuto alcun aiuto utile si mise a leggere da sola il codice di diritto civile cercando un modo valido per ottenere il divorzio. L'11 maggio del 1913 Marie presentò istanza di divorzio per il fatto che il matrimonio non era mai stato consumato. Gates lasciò l'Inghilterra l'anno successivo e non contestò la causa.
Nel 1918 sposò Humphrey Verdon Roe, sostenitore finanziario del suo lavoro più famoso, Married Love: un nuovo contributo alla soluzione delle difficoltà sessuali. Il loro figlio, Harry Stopes-Roe, nacque nel 1924. Marie non amò mai la compagna di Harry, Mary Eyre Wallis, figlia del noto ingegnere Barnes Wallis. Quando Harry annunciò il loro fidanzamento nell'ottobre del 1947 sua madre decise di "tentare di sabotare l'unione"; rinvenne delle presunte colpe passate di Mary e scrisse al padre di lei lamentandosene. Cercò di ottenere il sostegno di Humphrey contro il matrimonio, sostenendo che i nipoti avrebbero potuto ereditare la miopia di Mary, ma egli non ne rimase persuaso. Più tardi, credendo "che l'avesse tradita con questo matrimonio", tagliò fuori il figlio da ogni eredità ragguardevole.
Nel 1923 acquistò il vecchio faro posto più in alto sull'Isle of Portland, come tentativo di fuga dal difficile clima londinese durante la sua causa contro H. G. Sutherland. Le foreste fossili risalenti al Giurassico dell'isola le fornirono un interesse costante. Fondò e curò il "Portland Museum", inaugurato nel 1930. Il cottage che ospita il museo trasse ispirazione da The Well-Beloved, un romanzo di Thomas Hardy, un caro amico di Marie.
Marie Stopes è morta il 2 ottobre del 1958 all'età di 77 anni per un tumore alla mammella a Dorking. Nel testamento aveva lasciato la sua clinica al "Galton Institute"; la maggior parte della sua proprietà è andata alla "Royal Society of Literature". Suo figlio Harry ha ricevuto la sua copia dell'Oxford English Dictionary e altri piccoli oggetti. Una targa blu ricorda Marie Stopes al "28 Cintra Park" di Upper Norwood, là dove abitò dal 1880 al 1892.

## Opere scelte
- Marie C. Stopes, A Journal From Japan, London, Blackie & Son, Limited, 1910, OL 9026688W.
- Marie C. Stopes, Botany; or, The modern study of plants, London and Edinburgh, T. C. & E. C. Jack, 1912, OL 9026684W.
- Marie C. Stopes, Catalogue of the Mesozoic Plants in the British Museum (Natural History): The Cretaceous Flora: Part I - II, London, British Museum, 1913.
- Marie C. Stopes e Jôji Sakurai, Plays of Old Japan, London, William Heinemann, 1913.
- Marie C. Stopes e Jôji Sakurai, Plays of Old Japan: The 'Nô', Eclipse Press, 1927, OL 9026704W.
- Marie C. Stopes, The 'Fern ledges' Carboniferous flora of St. John, New Brunswick, Ottawa, Government of Canada, Government Printing Bureau, 1914.
- Marie C. Stopes, Man, other poems, and a preface, London, William Heinemann, 1914, OL 9026691W.
- Marie C. Stopes, Conquest; or, A piece of jade; a new play, London, French, 1917.
- Marie C. Stopes, Married Love, London, Fifield and Co., 1918, ISBN 0-19-280432-4, OL 9026716W.
- Marie C. Stopes, Wise Parenthood: A Treatise on Birth Control or Contraception, London, Rendell & Co., 1918, ISBN 0-659-90552-3, OL 9026714W.
- Marie C. Stopes, On the Four Visible Ingredients in Banded Bituminous Coal: Studies in the Composition of Coal, No. 1, Ottawa, Government of Canada, Government Printing Bureau, 1918.
- Marie C. Stopes, Radiant Motherhood, London, Putnam, 1920, OL 9026706W.
- Marie C. Stopes, The Truth about Venereal Disease, London, Putnam, 1921.
- Marie C. Stopes, Contraception (birth control) its theory, history and practice, London, J. Bale, Sons & Danielsson, 1923, OL 9026713W.
- Marie C. Stopes, Our Ostriches, London, Putnam, 1923, OL 9026703W.
- Marie C. Stopes, Sex and the Young, New York and London, Putnam, 1926, OL 53799W.
- Marie C. Stopes, The Human Body, New York and London, Putnam, 1926, OL 9026707W.
- Marie C. Stopes, A Banned Play and a Preface on the Censorship, London, J. Bale, Sons & Danielsson, 1926, OL 9026682W.
- Marie C. Stopes, Enduring Passion, New York, Putnam, 1928.
- Marie C. Stopes, Marriage in My Time, Rich & Cowan Ltd, 1935.
- Marie C. Stopes, Change of Life in Men and Women, New York, Putnam, 1936, OL 9026710W.
- Marie C. Stopes, Your Baby's First Year, London, Putnam, 1939.
- Marie C. Stopes, Oriri, London, William Heinemann, 1940.
- Marie C. Stopes, The Bathe, an Ecstasy, London, A. Moring, 1946, OL 412916W.